# Сюсън Сити
Сюсън Сити (на английски: Suisun City) е град в окръг Солано, щата Калифорния, Съединените американски щати.
Има население от 29 639 жители (по приблизителна оценка от 2017 г.) и обща площ от 10,5 km². Намира се на 2 m надморска височина. ЗИП кодовете му са 94534, 94585, а телефонният му код е 707.